# コルマナダム
コルマナダム（ポルトガル語、Represa Corumana、または、Barragem Corumana）とは、モザンビーク南端部のマプト州の西部、サビー川の流路上に作られたダムである。

## 地勢・建築
コルマナダムはサビー川の途中に建設されたダムである

。
南アフリカ共和国との国境付近には、このダムによって形成された人工湖が存在する。コルマナダムは、サビー川の治水と、モザンビークにおける農業用水の確保、ウシの飼育のための水の確保を目的として建設された

。
人工湖は粘土質の不透水層と岩盤とを利用して作られており、ダムは岩盤の上に鉄筋コンクリートで構造物を作るという方法でできている

。
なお、このダムはイタリア政府による、モザンビークの社会インフラ整備を目的とした資金貸与を受けて建設された

。

## 水の流れについて
サビー川は、南アフリカ共和国のクルーガー国立公園の範囲から東に流れ、国境を越えてモザンビークのマプト州に入ると間もなく、コルマナダムが作られたことによってできた人工湖に流れ込む。この川は、ダムの先もだいたい東の方向へと流れて、最終的にコマチ川（インコマチ川と呼ばれることもある）と合流する。なお、コマチ川と合流したサビー川の水は、最終的にインド洋に面したマプト湾へと流れ込んでいる。したがって、ダムから放水された水も、そのように流れてゆく。